# Tom Elmhirst
Tom Elmhirst (Reino Unido, 8 de junho de 1971) é um engenheiro de som e produtor musical, conhecido pelas colaborações com Amy Winehouse, Adele, David Bowie, Beck e Cage the Elephant.